# 2014 au Danemark
| Années du Danemark : 2011 - 2012 - 2013 - 2014 - 2015 - 2016 - 2017    |
| Décennies du Danemark : 1980 - 1990 - 2000 - 2010 - 2020 - 2030 - 2040 |

Cet article traite des événements qui se sont produits durant l'année 2014 au Danemark.

## Gouvernements
- Monarque : Margrethe II
- Premier ministre : Helle Thorning Schmidt

## Événements

### Janvier 2014
- 30 janvier : le Parti populaire socialiste quitte le cabinet de Helle Thorning-Schmidt à cause d'un conflit sur la ventre proposée des actions de DONG Energy à Goldman Sachs

### Mai 2014
- 6–10 mai : Copenhague est l'hôte du Concours Eurovision de la chanson 2014 qui a été remporté par l'Autriche
- 25 mai : élections européennes et référendum sur la juridiction unifiée du brevet

### Août 2014
- 1er–8 août : le prince Frederik, la princesse Mary et leurs enfants effectue une visite officielle au Groenland